# زيما أبيي
زيما أبيي (بالإنجليزية: Zema Abbey)‏؛ مواليد 17 أبريل 1977 في لوتن، إنجلترا، هو لاعب كرة قدم إنجليزي يلعب لنادي سانت نيوتس تاون كمهاجم.

## روابط خارجية
- زيما أبيي على موقع قاعدة بيانات كرة القدم.إي يو (الإنجليزية)
- زيما أبيي على موقع Soccerbase.com (لاعب) (الإنجليزية)